# Esther Ouna
Esther Ouna (10 de enero de 1968) es una ex jugadora de voleibol de Kenia. Era parte del equipo nacional de voleibol femenino de Kenia . 
Participó en el Campeonato Mundial de Voleibol Femenino FIVB 1994. A nivel de club, jugó con el equipo Kenya Posta. 

## Clubs
- Kenya Posta (1994)